# Elbow
Elbow — англійський інді рок-гурт, створений у 1990 р. у місті Бері, поблизу Манчестера. Гурт складається з Гая Гарві (основний вокал, гітара), Крейга Поттера (клавішні, фортепіано, бек-вокал), Марка Поттера (гітара, бек-вокал) та Піта Тернера (бас-гітара, бек-вокал).
У 2008 році гурт отримав музичну нагороду Mercury Prize за альбом "The Seldom Seen Kid", а у 2009 році - премію Brit Awards у номінації "Кращий гурт року".

## Дискографія
- Asleep in the Back (2001)
- Cast of Thousands (2003)
- Leaders of the Free World (2005)
- The Seldom Seen Kid (2008)
- Build a Rocket Boys! (2011)
- The Take Off and Landing of Everything (2014)
- Little Fictions (2017)
- Giants of All Sizes (2019)
- Flying Dream 1 (2021)
- Audio Vertigo (2024)